# ジャスモン酸
ジャスモン酸（ジャスモンさん、jasmonic acid）は植物ホルモン様物質。果実の熟化や老化促進、休眠打破などを誘導する。また傷害などのストレスに対応して合成されることからエチレン、アブシジン酸、サリチル酸などと同様に環境ストレスへの耐性誘導ホルモンとして知られている。
分子式 C12H18O3。略称 JA。
1962年に Demoleらがジャスミンの花から得られるジャスミン油から香気成分としてジャスモン酸のメチルエステルであるジャスモン酸メチルを単離した。さらに1971年にD. C. Aldridgeらが糸状菌の一種から二次代謝産物の1つとしてジャスモン酸本体を単離している。類縁体としては香料に使われるジヒドロジャスモン酸メチルやアルキル基がヒドロキシ化されたツベロン酸などがある。
果物の害虫であるナシヒメシンクイの雄はエピジャスモン酸メチルを性フェロモンとして用いているが、これは幼虫及び成虫が摂取する植物由来であると考えられている。

## 植物体内での合成
植物体内ではジャスモン酸はα-リノレン酸から過酸化、環化、β酸化を介して合成される。このリノレン酸カスケードにおける律速段階は最初の反応の過酸化で、触媒する酵素はリポキシゲナーゼである。続いてヒドロペルオキシドデヒドラーゼによりエポキシ化し、アレンオキシドシクラーゼによる環化、リダクターゼによる五員環の還元ののちβ酸化を繰り返してシス体の7-イソジャスモン酸が生産される。この7-イソジャスモン酸は熱力学的に不安定であり、トランス体のジャスモン酸へ異性化する。ただし、植物ホルモンとしての活性本体は、シス体の7-イソジャスモン酸とイソロイシンが縮合した(+)-7-イソジャスモノイル-L-イソロイシンである。
ジャスモン酸は植物体内のどこでも合成されるが、隣接する場所だけでなく離れた場所にも輸送される。葉から根など一個体で輸送される場合はアルキル末端がヒドロキシ化されてツベロン酸になり、続いて末端ヒドロキシ基にβ-グルコースが結合し配糖体であるツベロン酸グルコシドとなることで親水性を増し、植物体内の別の部位へ移動する。植物個体間での移動は昆虫による摂食傷害を受けた際などに起き、ジャスモン酸メチルに変換されることによって揮発性を上げ、飛散してシグナルを伝達する。これがいわゆる「植物の悲鳴物質」（の1つ）である。
また、環境ストレス（乾燥や塩などによる水（浸透圧）ストレスや、栄養が不十分な場合、その他傷害を受けた場合など）に応答して合成が促進される。

## 効果
ジャスモン酸及びその類縁体（ジャスモン酸類）についての研究は比較的浅く、本格的な研究が行われるようになったのは1980年代に入ってからのことである。アブシジン酸の作用と非常によく似ており、研究の初期には効果が重なっていると考えられていた。一般には環境ストレス、あるいは季節などに応じて、ストレス耐性の強化や細胞増殖および生長の抑制などにより、環境に対する適応を促す。基本的にアブシジン酸やエチレンと協奏的にはたらき、ジベレリンやサリチル酸と拮抗的にはたらくが、当然状況によって協奏、拮抗が逆転することもある。植物ホルモンとしての活性本体は、シス体の7-イソジャスモン酸とイソロイシンが縮合した(+)-7-イソジャスモノイル-L-イソロイシンであり、これがCOI1-JAZ共受容体と結合することで、各種の生物応答を誘導すると考えられている。
果実の熟化
エチレン生合成経路において重要なACC合成酵素やACC酸化酵素の生成に関わっている。
休眠打破
トチノキの休眠芽はジャスモン酸処理によって開芽が早くなる。また、種子の発芽も促進するが、休眠が打破された草本植物の種子に処理すると、今度は成長を抑制するとの報告もある。
落葉の促進
エチレンと同様に離層形成を強く促進する。落葉の促進には同時にクロロフィルの分解などの老化促進も伴っており、これにもジャスモン酸は関与しているようだが、エチレンとの相互作用については確認されていない。
ガム物質の蓄積
樹木では傷害に応じてガム状物質を生産して傷口を覆い、同時に組織内の二次代謝産物合成も活性化させる。これらは傷口からの雑菌の侵入を防ぐために機能しており、エチレンと協奏的にはたらくことが知られている。
塊茎形成誘導
キクイモやナガイモではジベレリンと拮抗して匍匐茎の伸長を抑制し、塊茎形成を誘導する。これは葉で生産されたジャスモン酸が地下部へ移動することによるため、実際に作用しているのはツベロン酸グルコシドである。
傷害応答
外敵による摂食などの傷害を受けた際に外敵に抵抗する遺伝子を発現させるシグナル物質としてはたらく。エチレンと協奏的に、サリチル酸（病害などへの抵抗性のシグナル物質）とは拮抗的にはたらくとされており、現在分子生物学や植物病理学の分野で盛んに研究されている。
病害抵抗性
殺生性（necrotrophic）病原菌に対する感染抵抗性を誘導する。これは、サリチル酸が生体栄養性（biotrophic）病原菌に対する抵抗性を誘導するのと対照的である。ジャスモン酸とサリチル酸は拮抗的に作用し、植物免疫に関与している。
生長阻害
植物の生長を阻害する効果がある。特に根の伸長に対して顕著な効果が見られる。
二次代謝産物生合成
植物の各種二次代謝産物生合成を促進する。特にアントシアニン合成は、ジャスモン酸活性の検定によく用いられる。
就眠運動
ジャスモン酸の配糖体であるジャスモン酸グルコシドは、アメリカネムノキ（Samanea saman）の就眠運動における閉葉を誘導するという報告がある。